# Goubau (familie)

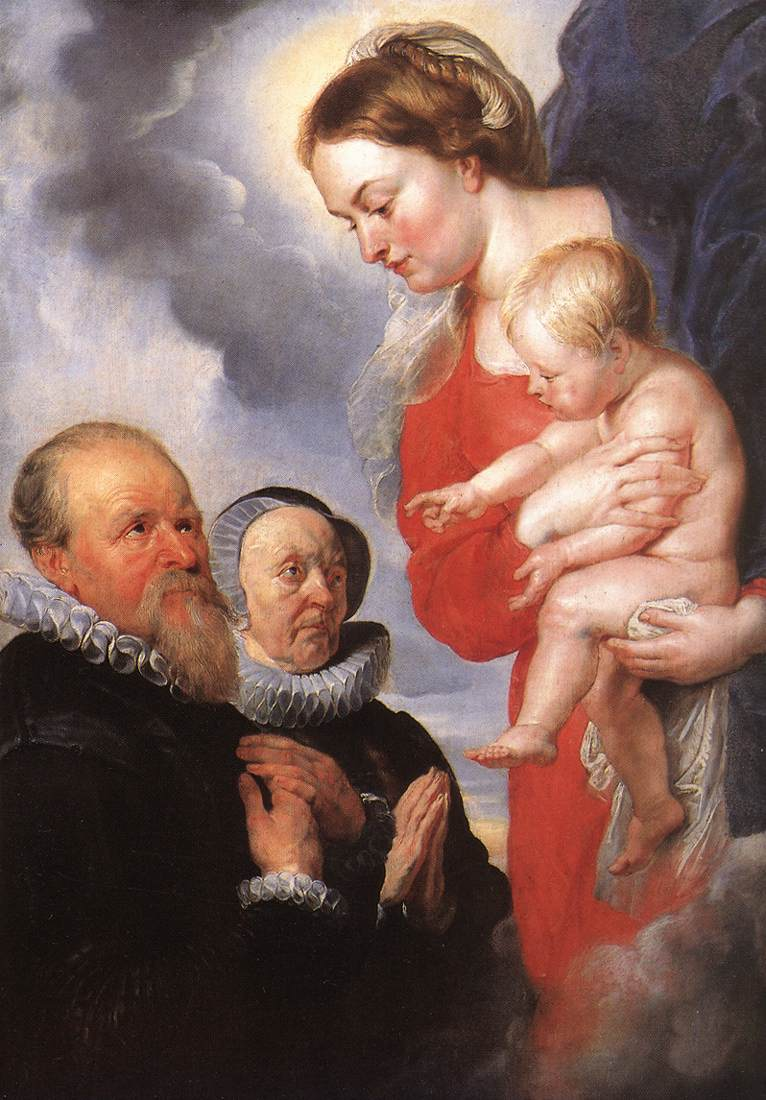
Alexander Goubau en zijn vrouw, door Rubens geschilderd.

De familie Goubau was een adellijke familie afkomstig uit Mechelen, die verschillende belangrijke ambtenaren in de Zuidelijke Nederlanden leverde. Door gebrek aan mannelijke afstammelingen doofde de adellijke familie Goubau in 1866 uit.

## Geschiedenis
De familie kreeg notoriëteit toen aan Jean Goubau, raadsheer bij de Berg van Barmhartigheid van Antwerpen, in 1633 adel werd verleend door koning Filips IV van Spanje. Zijn zoon, Alexandre Goubau, schepen van de stad Antwerpen, werd in 1648 ridder, en die zijn neef, Jan Frans Goubau (1645-1683), kreeg in 1679 dezelfde titel. Alexandre had, als zijn voogd, de heerlijkheid Beveren-Beaulieu voor hem gekocht, terwijl hij zelf in 1671 het kasteel Cortewalle kocht en in 1680 hoogbaljuw van Beveren werd. In 1682 werd Augustin Goubau, griffier van de Justitieraad van Brabant, geadeld.
Pieter Ferdinand Goubau (1680-1749) was de zevende van de negen kinderen van Jan-Frans Goubau en van Margaretha-Catharina Gerardi, de dochter van de Antwerpse stadssecretaris Maximiliaan Gerardi. Hij erfde het hoogbaljuwschap van Beveren, alsook het kasteel Cortewalle. Hij trouwde met Maria Lucretia Bernaerts (1677-1725) en ze zorgden voor nageslacht. Ze hadden onder hun zes kinderen, twee zoons: 
- Hendrik Leopold Goubau (1704-1768), keizerlijk majoor, heer van Cortenwalle en Syssele, die trouwde met Judith de Führmann (1728-1807) en ze hadden als zoon Ambroise Goubau (zie hierna).
- Karel Hendrik Goubau (1708-1776), raadsheer bij de Grote Raad van Mechelen, trouwde met Regina de Villegas (1722-1794) en ze hadden als zoons Emmanuel en Eugène Goubau (zie hierna), alsook Melchior Goubau d'Hovorst.

## Ambroise Goubau
Ambroise Goubau de Corbeek-Dyle (Luxemburg, 1748 - Korbeek-Dijle, 10 oktober 1828) was een zoon van Hendrik Leopold Goubau. Hij doorliep een militaire carrière, als officier in het regiment van Murray. Het is waarschijnlijk dat hij tijdens de revolutiejaren dit regiment volgde naar Oostenrijk en in zijn strijd tegen keizer Napoleon I. In 1816 was hij weer in de Zuidelijke Nederlanden en werd hij, onder het Verenigd Koninkrijk der Nederlanden, erkend in de erfelijke adel en opgenomen in de Ridderschap van de provincie  Zuid-Brabant.
Hij was in 1780 getrouwd met de vierenveertigjarige Claire Crabeels (1736-1803), barones van Corbeek-Dyle, dochter van Urbain Crabeels, drossaard van Aarschot. Het huwelijk bleef kinderloos.

## Melchior Goubau d'Hovorst
Melchior Goubau d'Hovorst (1757-1836), oudste zoon van Karel Hendrik Goubau, maakte carrière in dienst van de Oostenrijkse keizers en van Willem I der Nederlanden.

## Emmanuel Goubau
Emmanuel Marie Charles Ghislain Goubau (Mechelen, 4 januari 1760 - Brussel, 3 oktober 1828), tweede zoon van Karel Hendrik Goubau, trouwde in 1793 met Marie-Isabelle de Brouchoven (1773-1819), dochter van graaf Pierre de Bergeyck en Marie-Elisabeth Dormer, zelf dochter van James Dormer en Johanna-Theresia Goubau, een nicht van Emmanuel. Het echtpaar kreeg een dochter, die trouwde met Dieudonné de Xhénemont maar kinderloos bleef.
Onder het ancien régime was Emmanuel pensionaris van Mechelen en lid van de Geheime Raad. In 1814 behoorde hij tot de voorlopige bestuurders. In 1816, onder het Verenigd Koninkrijk der Nederlanden, verkreeg hij erkenning in de erfelijke adel onder de naam Goubau de Bergeyck en opname in de Ridderschap van de provincie Antwerpen. Hij werd ook lid van de Provinciale Staten van deze provincie. Hij bezat het kasteel Cortewalle, dat bij erfenis naar de familie de Brouchoven de Bergeyck overging.

## Eugène Goubau
Eugène Joseph Marie Ghislain Goubau (Mechelen, 10 juli 1761 - Brussel, 12 maart 1839) doorliep een carrière als ambtenaar en magistraat.
Onder het ancien régime vestigde hij zich in Brugge, nadat hij in 1791 getrouwd was met Thérèse Simon (1769-1827), dochter van de laatste schout van Brugge, François-Xavier Simon. Vier kinderen werden in Brugge geboren tussen 1794 en 1798, terwijl nog een vijfde werd geboren, ook in Brugge, na een tussenpoos van elf jaar. Geen van hen zorgde voor verdere afstammelingen.
Gepromoveerd tot licentiaat in de rechten werd hij advocaat bij de Grote Raad van Mechelen. Na zijn huwelijk werd hij schepen en weldra burgemeester van het Brugse Vrije.
Onder het Frans bewind werd hij raadsheer bij de prefectuur van het Leiedepartement en werd hij verkozen in het Keizerlijk Wetgevend Lichaam. In 1811 begon hij aan een carrière in de magistratuur. Na voorzitter van de rechtbank te zijn geweest in Mechelen werd hij kamervoorzitter in het hof van beroep in Brussel. Hij vertrouwde aan Frans Jozef Beyts toe dat hij de ambitie had om in het Hof van Cassatie in Parijs te worden benoemd.
In 1816, onder het Verenigd Koninkrijk der Nederlanden, werd hij erkend in de erfelijke adel en opgenomen in de Ridderschap van de provincie West-Vlaanderen. Het jaar daarop werd hem de titel baron toegekend, overdraagbaar bij eerstgeboorte. Hij werd toen voorzitter van het Hooggerechtshof der Verenigde Nederlanden in Brussel, tot hij na de revolutiedagen van 1830 op rust werd gesteld. 
Bij gebrek aan afstammelingen doofde de adellijke familie Goubau in 1866 uit.